# مغوسية
المغوسية هو الاسم الذي أطلقه علماء الآثار على صناعة أثرية موجودة في جنوب وشرق إفريقيا. يعود تاريخها إلى ما بين 10000 و 6000 سنة قبل الميلاد وتتميز عن سابقاتها باستخدام الحصى الدقيقة ونصل صغيرة.
في عام 1953 ، وجد جيه ديزموند كلارك ‏ موقعًا بارزًا للقطع الأثرية المغوسية في شلالات كالامبو، على ما يُعرف الآن بالحدود بين زامبيا وتنزانيا.

## امراجع
1. ↑  "Magosian industry". Encyclopedia Britannica (بالإنجليزية). Archived from the original on 2020-12-02. Retrieved 2021-05-15.
2. ↑  "Magosian". Oxford Reference (بالإنجليزية). DOI:10.1093/oi/authority.20110810105325649. Archived from the original on 2021-05-15. Retrieved 2021-05-15.